# ملنا گارسیا
مَـلنا گارسیا (اسپانیایی: Malena Gracia‎؛ زادهٔ ۱۴ سپتامبر ۱۹۷۱) بازیگر، خواننده، مجری تلویزیون اهل اسپانیا است. وی از سال ۱۹۸۷ میلادی تاکنون مشغول فعالیت بوده است.
از فیلم‌ها یا برنامه‌های تلویزیونی که وی در آن نقش داشته است، می‌توان به منو ببند! اشاره کرد.